# Сидней (городская территория)
Городская территория Сидней (англ. The City of Sydney) — район местного самоуправления в штате Новый Южный Уэльс, Австралия, охватывающий Центральный деловой район Сиднея и прилегающие внутренние районы города Сидней. Занимает территорию 25 квадратных километров. По данным переписи 2006 года население городской территории Сидней составляло 156 571 человек. Образована в 1842 году. Глава городской территории носит титул лорд-мэра Сиднея.

## География
Городская территория ограничена гаванью с севера, улицей Маккуори с востока, Вестерн Дистрибьютор с запада и улицей Ливерпуль с юга.

## История

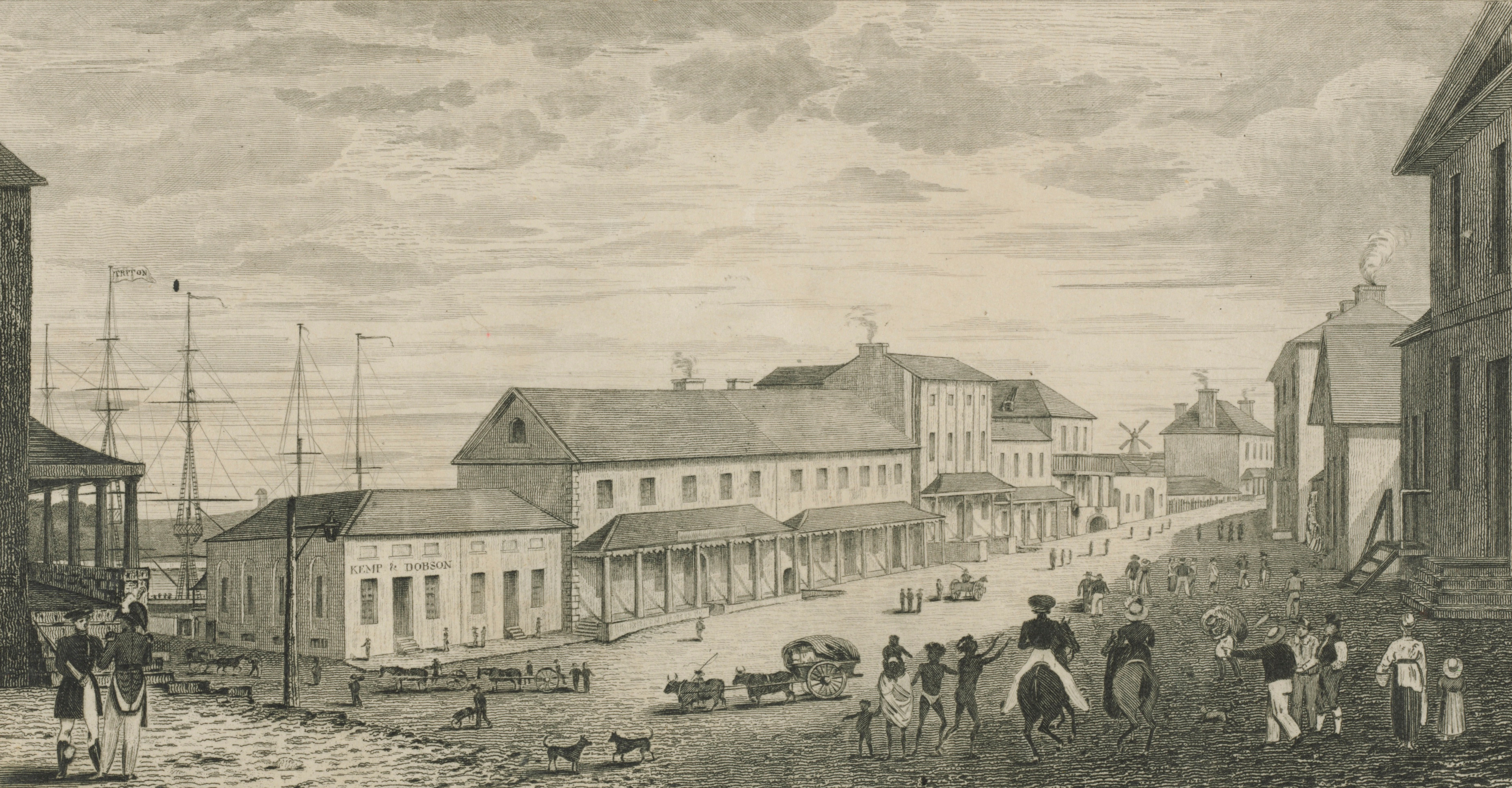
Нижняя часть улицы Георга в Сиднее, около 1828 года

Название городской территории происходит от Сиднейской бухточки, где английский адмирал Артур Филлип основал первое поселение после прибытия Первого флота. 26 января 1788 года он назвал бухточку и поселение в честь Томаса Таунсхенда, первого виконта Сиднея, бывшего в то время министром внутренних дел Британии и отвечавшего за реализацию плана создания колонии каторжников в Австралии.
Городская территория Сидней была основана 20 июля 1842 года и первоначально объединяла нынешние районы Вулумулу, Сарри-Хиллс, Чиппендейл и Пирмонт общей площадью 11,65 квадратного километра. Территория делилась на шесть палат, отмеченных межевыми столбами. Один из межевых столбов, на Сиднейской площади, сохранился до настоящего времени.
С 1900 года границы городской территории регулярно менялись. В 1909 году в состав территории был включён муниципалитет Кампердаун. В 1949 году добавились районы Александрия, Дарлингтон, Ерскиневилл, Ньютаун, Редферн, Глебе, Ватерлоо и Паддингтон. В 1968 году часть этих районов вошла в состав нового муниципалитета Южный Сидней. Южный Сидней вошёл в состав городской территории в 1982 году, а в 1988 году был снова выделен в самостоятельный район местного самоуправления, но уже в меньших размерах. В феврале 2004 года эти два региона были снова объединены.
В 2000 в городок проходила Летняя Олимпиада.
Городская территория является одним из основных спонсоров Сиднейской премии мира.

## Политика

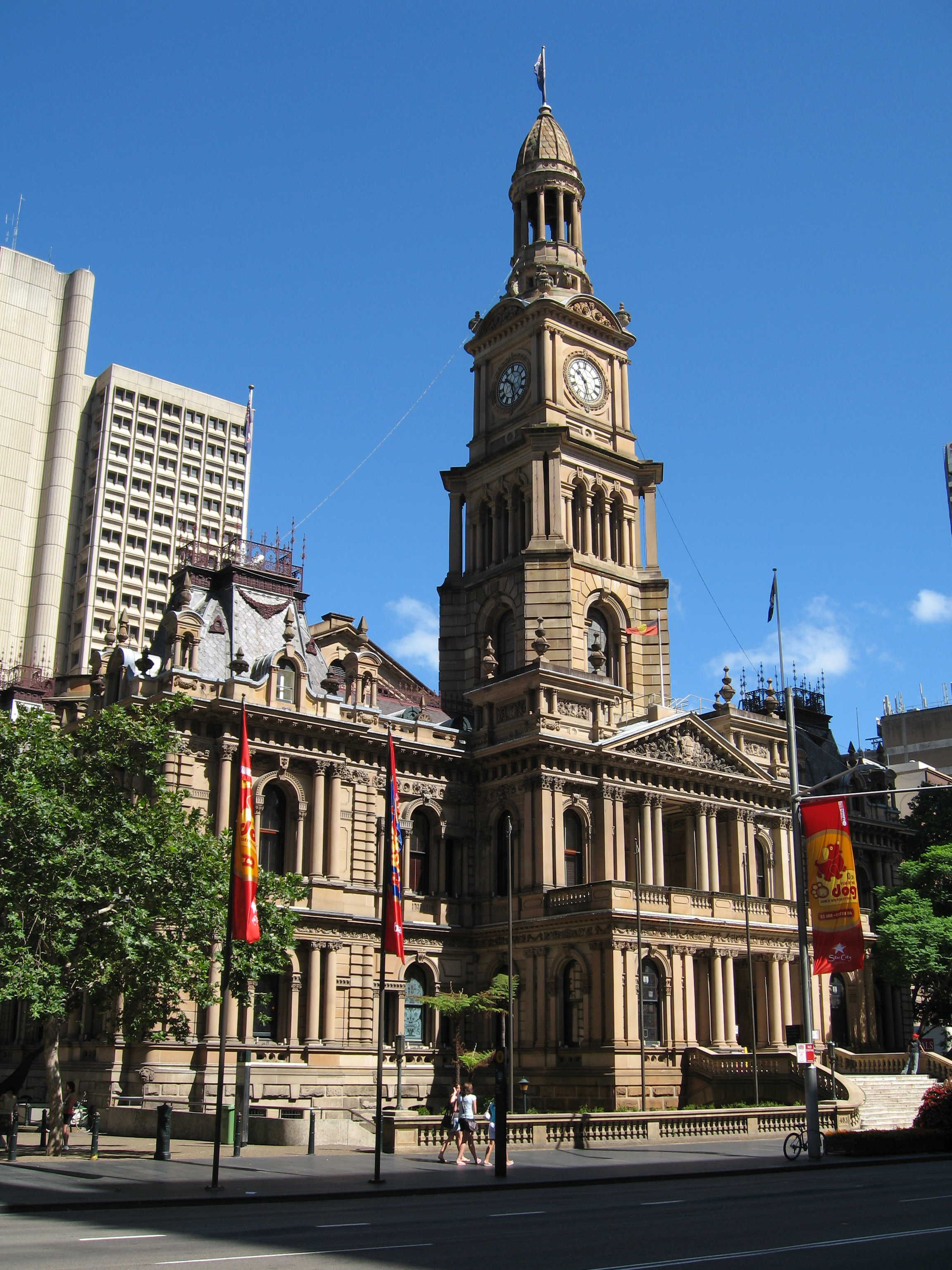
Сиднейский Таун Холл, место заседаний Городского совета

Городской территорией Сидней руководит Городской совет, куда входят 10 советников, избираемых по пропорциональной системе на 4 года. Совет возглавляет лорд-мэр, избираемый прямым голосованием. В настоящее время лорд-мэром является Кловер Мур.

## Население
По данным переписи 2006 года население городской территории Сидней составляет 156 571 человек. За 2006 год прирост населения составил 2 934 человека, что было третьим показателем среди районов местного самоуправления в Новом Южном Уэльсе и составило 5 % от общего прироста населения штата.
За 10 лет население городской территории выросло на 45 347 человек или на 43 % (3,6 % в среднегодовом исчислении), что является вторым показателем среди районов местного самоуправления Нового Южного Уэльса. В целом по штату за этот же период население выросло на 622 966 человек или на 10 % (1 % в среднегодовом исчислении).

## Районы городской территории Сидней
- Александрия
- Барангару
- Беконсфилд
- Кампердаун — частично
- Сентенниал-Парк — частично
- Чиппендейл
- Дарлингхёрст
- Дарлингтон
- Дейвс-Пойнт
- Елизабет-Бэй
- Ерскиневилл
- Евелей
- Форест-Лодж
- Глебе
- Хэймаркет
- Миллерс-Пойнт
- Мур-Парк
- Ньютаун — частично
- Паддингтон — частично
- Поттс-Пойнт
- Пирмонт
- Редферн
- Роузбери
- Рашкаттерс-Бэй
- Сарри-Хиллс
- Центральный деловой район Сиднея
- Рокс
- Ултимо
- Ватерлоо
- Вулумулу
- Зетленд

## Города — побратимы
Городская территория Сидней поддерживает отношения со следующими городами – побратимами:
- Сан-Франциско, США, с 1968 года
- Нагоя, Япония, с 1980 года
- Веллингтон, Новая Зеландия, с 1982 года
- Портсмут, Великобритания, с 1984 года
- Гуанчжоу, Китай, с 1985 года
- Флоренция, Италия, с 1986 года
- Рим, Италия

Кроме того, заключены партнёрские соглашения со следующими городами:
- Париж, Франция
- Токио, Япония